# Stazione di Lomello
Stazione di Lomello vasútállomás Olaszországban, Lombardia régióban, Lomello településen.

## Vasútvonalak
Az állomást az alábbi vasútvonalak érintik:
- Pavia–Alessandria-vasútvonal

## Kapcsolódó állomások
A vasútállomáshoz az alábbi állomások vannak a legközelebb:
- Stazione di Ferrera Lomellina
- Stazione di Mede